# Novi Pazar (Bulgaria)
Novi Pazar (en búlgaro: Нови пазар) es una ciudad de Bulgaria en la provincia de Shumen.

## Geografía
Se encuentra a una altitud de 108 m s. n. m. a 442 km de la capital nacional, Sofía.

## Demografía
Según estimación 2013 contaba con una población de 14 690 habitantes.
|         | 2004   | 2005   | 2006   | 2007   | 2008   | 2009   | 2010   | 2011   | 2012  |
| Mujeres | 6 841  | 6 788  | 6 793  | 6 716  | 6 674  | 6 618  | 6 592  | 6 131  | 6 113 |
| Varones | 6 283  | 6 237  | 6 223  | 6 142  | 6 067  | 6 055  | 6 021  | 5 801  | 5 744 |
| Total   | 13 124 | 13 025 | 13 016 | 12 858 | 12 741 | 12 673 | 12 613 | 11 932 | 11857 |